# Supercoppa italiana 1995 (pallacanestro maschile)
La Supercoppa italiana 1995 fu la 1ª supercoppa italiana di pallacanestro maschile.
Anche chiamata Trofeo Nutella, fu vinta dalla Virtus Bologna contro Pall. Treviso.
Il trofeo è stato assegnato in una gara unica, disputata al PalaMalaguti di Casalecchio di Reno (BO) il 16 settembre 1995. Le squadre finaliste sono state quella dei campioni d'Italia in carica della Buckler Bologna, e della Benetton Treviso detentrice della Coppa Italia.
Il primo titolo se aggiudica la Virtus Bologna, con il risultato finale di 90-72
Il titolo di MVP dell'incontro è stato assegnato al giocatore della Buckler Bologna Orlando Woolridge.

## Tabellino
| Arbitri: | Teofili Cicoria (Milano) |

|              |            |                  |
| Woolridge 26 | Punti      | 20 Williams      |
| Coldebella 5 | Assist     | 4 Bonora, Pittis |
| Morandotti 8 | Rimbalzi   | 9 Chiacig        |
| Bucci        | Allenatori | D’Antoni         |